# Хронологија Народноослободилачке борбе април 1942.
Хронолошки преглед важнијих догађаја везаних за Народноослободилачку борбу народа Југославије, који су се десили током марта месеца 1942. године:
| ← март · Хронологија Народноослободилачке борбе у 1942. години · мај → |

### 1. април
- У току ноћи 1/2. априла група четника, коју је предводио Станко Врховац, у селу Горња Јошавка, код Челинца, из куће Данила Вуковића изнела рањеног др Младена Стојановића (1896—1942), начелника Оперативног штаба за Босанску крајину и однела га до потока Млинска Ријека, где су га убили. Младен је претходне ноћи, 31.март/1. април, заробљен од стране четника који су извели пуч у Четвртом крајишком партизанском одреду. Заједно са Младеном, заробљена је докторка Даница Перовић, која је водила бригу о њему. Неколико месеци касније Стојановић је проглашен за народног хероја.[1][2][3]

### 3. април
- У току ноћи 3/4. април у селу Личка Јесеница, код Огулина, Ђуро Видаковић командант Трећег вода у Трећој плашчанској чети Другог кордунашког партизанског одреда извршио четнички пуч. Видаковић, који је од раније био симпатизер четника и одржавао везу са Италијанима из Плашког, на превару је разоружао остала два вода под изговором да им се привремено одузима наоружање зато што су се у партизанске редове, наводно, увукли „усташки шпијуни”, који су похапшени. Међу ухапшенима били су — командант Другог кордунашког одреда Роберт Домани (под илегалним именом Владо Иванић), политички комесар Трећег батаљона и члан Котарског комитета КПХ за Слуњ Бранко Латас, командир и политички комесар Треће плашачке чете Стево Чубрило и Адолф Штајнбергер (под илегалним именом Драго Домјанић). Након физичке тортуре, они су стрељани и бачени у јаму Балинка, код Личке Јесенице, дубоку преко 300 метара. Домани и Штајнберг били су учесници Шпанског грађанског рата, а након рата су проглашени за народне хероје.[4][5][6]

### 4. април
- У Београду, у улици Шуматовачкој код броја 10, у полицијску заседу упао Тодор Дукин (1914—1942), секретар Окружног комитета КПЈ за Београд и у сукобу са агентима Специјалне полиције погинуо.[7]

### 13. април
- У селу Југовцу, код Прокупља, у сукобу с бугарском војском, погинули Станимир Вељковић Зеле (1919—1942), члан Покрајинског комитета СКОЈ за Србију и Милош Мамић (1918—1919), члан Покрајинског комитета КПЈ за Србију, народни хероји.[8][9][10]

### 25. април
- У Шћепан Пољу, код Фоче, у Централној болници НОП и ДВ Југославије од пегавог тифуса умро Слободан Принцип Сељо (1914—1942), члан Главног штаба НОП и ДВ за Босну и Херцеговину и командант Оперативног штаба НОП и ДВ за источну Босну. Међу првим партизанским борцима је 6. септембра 1942. проглашен за народног хероја.[11]